# Labüskewiesen
Das Naturschutzgebiet Labüskewiesen liegt auf dem Gebiet der Gemeinde Milmersdorf im Landkreis Uckermark in Brandenburg.
Das Gebiet mit der Kenn-Nummer 1046 wurde mit Verordnung vom 1. Oktober 1990 unter Naturschutz gestellt. Das rund 163 ha große Naturschutzgebiet mit dem Westufer des 37,8 ha großen Labüskesees erstreckt sich nordwestlich der Kerngemeinde Milmersdorf. Hindurch fließt der Labüskekanal, östlich des Gebietes verläuft die Landesstraße L 100 und südlich die L 23, westlich erstreckt sich der 223 ha große Fährsee.